# Dubbelroman
Een dubbelroman is een roman met een dubbele plot, ofwel twee verschillende hoofdthema's waarvan de één niet ondergeschikt is aan de andere. Meestal spelen deze hoofdthema's zich ook niet op hetzelfde tijdstip en in dezelfde ruimte af en betreffen ze andere groepen personages. Een voorbeeld van een Nederlandse roman met een dergelijke structuur is Vanwege een tere huid van Anton Koolhaas.
Een ander type roman dat ook als dubbelroman wordt beschouwd is die waarin een andere roman als een van raamvertelling verwerkt zit, doordat een personage uit het ene hoofdthema de andere roman schrijft. Deze laatste roman wordt dan in hetzelfde boek geheel of althans gedeeltelijk afgedrukt. Het bekendste voorbeeld hiervan in de Nederlandse literatuur is Max Havelaar van Eduard Douwes Dekker, waarin een van de hoofdpersonen uit het eerste hoofdthema - Stern - in opdracht van zijn baas Batavus Droogstoppel een boek over de Nederlandse koffiehandel moet schrijven. In plaats daarvan schrijft hij de belevenissen op van Max Havelaar, die ongeveer de helft van het totale boek beslaan. De hoofdpersoon uit het eerste hoofdthema wordt daarmee dus een auctoriale verteller in het tweede hoofdthema.
Wanneer dit procedé verder wordt doorgetrokken, is er sprake van een hele serie (raam)verhalen die worden overkoepeld en bijeengehouden door één hoofdthema. Een zeer bekend voorbeeld zijn de verhalen uit Duizend-en-één-nacht.